# Яръ
«Яръ» — российский мюзикл, основанный на известных романсах и реальных событиях. Поставлен компанией «Национальный проект». Премьера состоялась 8 ноября 2014 года в театре «Русская песня» в Москве, Россия. Обновлённая версия была представлена 11 ноября 2015 года в театре «Московский Мюзик-Холл». Создатели позиционируют «Яръ» как «достойный ответ „Мулен Руж“».

## История
Сюжет о легендарном ресторане «Яр» планировался режиссёром Эмилем Лотяну для сценария к его очередному фильму. Эмиль Владимирович скончался, не реализовав задуманное. Спустя годы идею подхватил актёр «Театра Луны» Алексей Лосихин, решивший представить её в жанре мюзикла. Партитура постановки состоит из известных русских романсов «Очи чёрные», «Эй, ямщик, гони-ка к „Яру“», «Не уходи, побудь со мною», «Школа танцев Соломона Пляра», «Гори, гори, моя звезда» и др. Их аранжировкой занимались Андрей Пурчинский, Андрей Перевертень и Владимир Мусихин. Основой же для пьесы послужили дневниковые записи гардеробщика ресторана.
Премьера состоялась 8 ноября 2014 года в театре «Русская песня». Спустя год создатели представили обновлённую версию.
Продюсерами мюзикла выступили Кирилл Олешкевич и Наталья Карпова.

## Сюжет
Москва, 1918 год. В известный ресторан «Яръ» приезжает некогда богатый купец Сергей Гаврилович Стодушный. Здесь он хочет выкупить на аукционе цыганку Зарину. Тремя годами ранее он женился на ней, но в первую же ночь проиграл её в карты хозяину ресторана. Сама Зарина имеет богатое наследство, на которое и покусился Стодушный. В борьбу за сердце Зарины вступает и молодой официант Люблен.

## Актёрский состав
| Роль                        | Артисты                                                           |
| --------------------------- | ----------------------------------------------------------------- |
| Сергей Гаврилович Стодушный | Андрей Белявский, Андрей Богданов, Максим Новиков, Андрей Ковалёв |
| Зарина                      | Елена Газаева, Софья Джалилова, Евгения Отрадная                  |
| Люблен                      | Владислав Воронин, Дмитрий Никаноров, Андрей Цветков              |
| Шпиг                        | Евгений Аксёнов, Александр Бабенко, Виктор Есин                   |
| Мадам Товарова              | Юлия Мандрико, Анастасия Савицкая                                 |
| Юровский                    | Владимир Дыбский, Евгений Дремин, Андрей Клюев                    |

## Реакция

### Отзывы критиков
Среди профессиональных критиков и обозревателей мюзикл получил смешанные отзывы.
Издание «Экспресс-газета» отметила сценографию постановки и другие решения постановщиков: «Оборудование зала позволило реализовать ряд смелых идей по ходу постановки. Быстрая смена сцен с переключением на графику, проекции прямо на актёрах, доступные символы, типа лайков из фэйсбука, с включением всего этого в повествование. Благодаря  техническим возможностям зала театра „Русская песня“, максимально достоверно была воссоздана атмосфера легендарного ресторана».
Блогер «MusicalWorld's Blog» раскритиковала все составляющие мюзикла, написав: «„Яръ“ — это редкий образец гармонии. Ужасающе всё: идея, либретто, аранжировки, подбор песен, декорации, костюмы, танцы, звук, осветительская работа, режиссура, актёрская игра, вокал…».

### Зрители
Мюзикл «Яръ» был хорошо принят публикой. Зрительская оценка на сайте журнала «Афиша» на основе пятнадцати голосов составляет 4,2 звезды из 5 (по данным на 9 апреля 2016 года). Из 10 рецензий к отрицательным относится только 1, остальные 9 — положительные.